# Totes les bèsties de càrrega
Totes les bèsties de càrrega és una novel·la de Manuel de Pedrolo en què dibuixa una distopia o una faula moral: un món on les persones són ofegades per un sistema basat en la burocràcia i la negació dels sentiments.

## Argument
La novel·la mostra diferents escenes en què un jove s'enfronta a un sistema burocràtic i irracional per trobar la seva mare i després per unir-se a la resistència. Així, presencia una operació en un hospital, la feina de classificació dels morts, una conferència, fa una visita a un prostíbul i un mercat, s'amaga al bosc i en un edifici de pisos; és detingut un parell de cops, busca els papers identificatius i el forcen a participar en l'exèrcit.

## Anàlisi
El narrador omniscient mai no anomena els personatges, que són simplement un noi, una jove o un policia, per ressaltar el caràcter d'al·legoria de la història: pot ser qualsevol, ja que l'opressió ofega totes les persones. Per les dates d'escriptura, s'ha assimilat el règim ocupant descrit al franquisme, que ensorra la identitat del poble. En el relat, s'alternen dos col·lectius, sense que res els diferenciï a simple vista, tret del tractament: aquells que adopten el "tu" defensen l'antic ordre, més autèntic, mentre que els que usen el "vós" han cedit a la impersonalitat. Els catalans còmplices amb el nou règim es poden comparar amb aquests darrers.
Les escenes tenen un caràcter còmic i grotesc, barrejat amb violència, que demostra que el règim és absurd; tot es fa només perquè ho diu la norma, sempre secreta i canviant; mana la burocràcia i el desig d'anorrear un poble i no el sentit comú. El to és aparentment fantàstic perquè porta a l'extrem una situació possible. S'aprecia una influència de Pere Calders i Rossinyol.
Com ja passava en Mecanoscrit del segon origen, l'esperança rau a refundar la humanitat tenint fills amb noies que no han sucumbit al sistema (els opressors esterilitzen les rebels); per aquest motiu, el sexe és molt present en totes les pàgines.